# Nacascolo
Nacascolo är en badort och en comarca vid Stillahavskusten i södra Nicaragua. Den ligger i kommunen San Juan del Sur, en kilometer nordväst om kommunens centralort med samma namn. 

## Befolkning
Nacascolo har 129 invånare i comarcan.